# Rhagodoca picta
Rhagodoca picta är en spindeldjursart som beskrevs av Roewer 1933. Rhagodoca picta ingår i släktet Rhagodoca och familjen Rhagodidae. Inga underarter finns listade i Catalogue of Life.